# Armée catholique et royale de Rennes et de Fougères
L'Armée catholique et royale de Rennes et de Fougères fut créée en 1795 par Joseph de Puisaye à la suite d'une scission de l'Armée catholique et royale de Bretagne. Le commandement fut remis à Aimé Picquet du Boisguy, chef des chouans de Fougères. Elle regroupait les divisions royalistes d'Ille-et-Vilaine, sauf celle de Redon, ainsi que les divisions des Côtes-d'Armor. Son influence débordait également sur quelques zones de la Mayenne dans le Maine, et de la Manche en Normandie. Après 1796 son influence déclina et, à partir de 1799, elle se limita à l'Ille-et-Vilaine seule.

## Divisions (1794-1796)

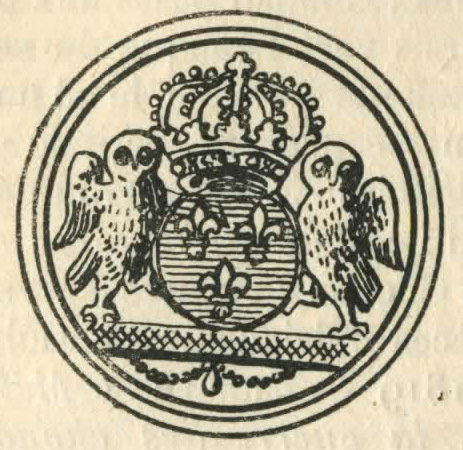
Cachet de l'armée royaliste de Bretagne.

En 1796, ces divisions étaient sous la direction de Joseph de Puisaye secondé par Boisguy mais dont le réel le commandement n’eut pas le temps d’être effectif. La division de Fougères comptait 3 000 hommes, celle de Vitré 1 500, les 8 autres étaient fortes d'environ 7 000 hommes au total.
- Armée catholique et royale de Bretagne et Compagnie des Chevaliers catholiques.
Lieutenant-Général: Joseph de Puisaye
Major-Général: René Augustin de Chalus
- Armée de Rennes et de Fougères.
Brigadier: Aimé Picquet du Boisguy
- 1re division, de Fougères, 3 000 hommes.
 Colonel: Aimé Picquet du Boisguy, puis
Colonel: Auguste Hay de Bonteville
- 2e division, de Vitré, 1 500  à   2 000 hommes.
 Colonel: Alexis du Bouays de Couësbouc
- 3e division, de La Guerche-de-Bretagne, 500 hommes.
 Colonel: Louis de La Haye-Saint-Hilaire
- 4e division, de Mordelles, 1 000 hommes.
 Colonel: Jean-Joseph Ruault de La Tribonnière puis
Colonel: Armand de La Massüe de la Sillandais, puis
Colonel: Louis Roger
- 5e division, de Bain-de-Bretagne.
 Colonel: Charles Olivier Marie Sévère de La Bourdonnaye
- 6e division, de Saint-Gilles.
 Colonel: Guy Aubert de Trégomain
- 7e division, de Bécherel.
 Colonel: René-Benjamin du Bouays de Couësbouc et 
Capitaine:Mademoiselle du Rocher de Quengo dite "  Capitaine Victor "  ou "  Victoria  "
- 8e division, de Médréac et Saint-Méen-le-Grand.
 Colonel: Félicité de Botherel du Plessis
- 9e division, de Dol et Saint-Malo dite Clos–Poulet.
 Colonel: Henri Baude de La Vieuville, puis
Colonel: Mathurin Jean Dufour
- 10e division, de Dinan, 500 hommes.
 Colonel: Malo Colas de La Baronnais puis
Colonel: Victor Colas de La Baronnais

## Divisions (1799-1800)
- Armée de Rennes et de Fougères. 
Maréchal de camp: Charles Thierry de La Prévalaye, dit Achille le blond
- Division de Fougères.
 Colonel: Louis Cochet, puis
Colonel: Joseph Picot de Limoëlan, puis
Brigadier: Aimé Picquet du Boisguy
Colonel: Auguste Hay de Bonteville
- Division de Vitré.
 Colonel: La Nougarède, dit Achille le brun
- Division de Médréac et Saint-Méen-le-Grand.
 Colonel: Félicité de Botherel du Plessis
- Division de Bain.
Colonel: Joseph Rubin de La Grimaudière

## Organisation
Chaque paroisse formait une compagnie qui comptait autour de 100 hommes, bien que parfois les effectifs réels ne soient que de quelques dizaines d'hommes. Chaque compagnie était dirigée par un capitaine, le plus souvent élu par ses hommes. Une compagnie comptait également d'autres gradés lieutenants, adjudants, sergents, etc. Les capitaines jouissaient d'une grande autonomie, on les laissait souvent agir de leur propre initiative. Lorsque les compagnies se réunissaient, elles formaient une colonne, commandée par un lieutenant-colonel secondé par un lieutenant de colonne. Parmi ces officiers se trouvaient: Toussaint du Breil de Pontbriand, Henri du Boishamon, Auguste Hay de Bonteville, Michel Larchers-Louvières et Pierre Rossignol (puis remplacé par Louis de Chabert). Plusieurs colonnes formaient une division, il y en avait deux, l'une commandée par le colonel Alexis Louis Gordien du Bouays de Couësbouc et l'autre par Aimé Picquet du Boisguy qui était le général en chef.
En général, les chefs rassemblaient souvent leurs hommes. Ils reprenaient le combat pour une durée de 8 à 10 jours, après ce délai les chefs dispersaient leurs troupes pour une durée de 4 à 8 jours, ils ne conservaient alors plus que les transfuges républicains et les hommes étrangers au pays.
Au total, l'armée comptait 5 000  à   7 000 hommes, cependant Boisguy n'aligna jamais plus de 3 000 hommes lors d'une bataille.

## Uniformes

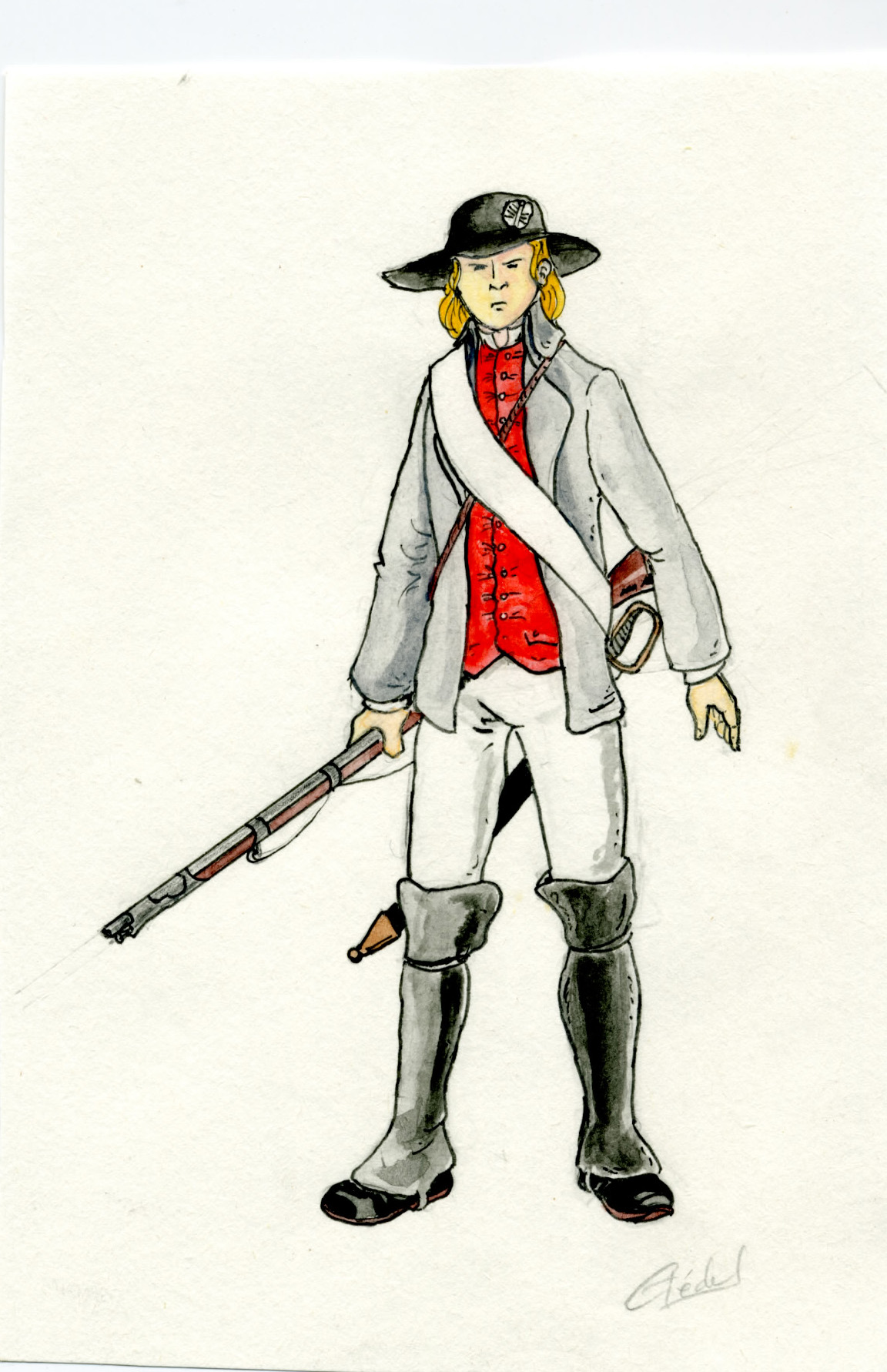
Type d'uniforme porté par les Chouans de Fougères et Vitré.

Les Chouans de l'armée de Rennes et de Fougères commencèrent à porter des uniformes de façon permanente à partir de la fin de l'année 1795. Les officiers chouans décidèrent de faire tailler des uniformes pour leurs troupes afin de faire la distinction entre les chouans et les paysans, car parfois, les soldats républicains se trompaient et s'en prenaient à de simples paysans, croyant avoir affaire à des Chouans.
Dans la division de Fougères, ce sont les rapports républicains qui donnent des informations sur ces habits.
En décembre 1795, à la suite des affrontements du Rocher de La Piochais et de Saint-James :

« Les chouans embusqués sur quatre colonnes, l'une en uniforme gris, l'autre en uniforme rouge, l'autre en uniforme bleu et l'autre en habit de paysans, ont attaqué le convoi à hauteur du rocher de La Plochaye. »

« Ils sont organisés en compagnies, bien armés, vêtus de carmagnoles de différentes couleurs pour distinguer les compagnies. »

Pour la division de Vitré, en novembre 1795:

« Pontbriand et Boishamon [...] résolurent d'habiller leurs soldats de vêtements uniformes. Comme ils n'avaient pas d'argent, ils décidèrent de faire supporter cette charge par les acquéreurs de biens nationaux, dont ils firent dresser la liste par les capitaines de paroisses, dans leurs cantons respectifs. Ensuite, suivant la proportion du revenu de chacun, ils écrivirent aux possesseurs de ces biens d'avoir à envoyer sans délai la quantité de drap gris et vert nécessaire pour habiller le nombre de soldats auxquels ils étaient taxés, ainsi que du drap rouge pour gilets, des boutons, des chapeaux, des souliers, ou du cuir pour en faire. Les lettres portaient qu'en cas de refus, ou que les objets demandés ne fussent pas fournis au temps désigné, on ferait vendre des grains et du cidre dans leurs fermes pour la valeur de ces objets. Toutes les fermes étant louées à moitié fruits dans ce pays, les deux chefs firent publier, dans leurs paroisses, une défense à tous les fermiers de biens nationaux de porter aucune denrée aux propriétaires, sans une permission expresse, et jamais ordre ne fut mieux exécuté. Cette mesure eut l'effet qu'ils désiraient, les acquéreurs s'empressèrent d'envoyer, de Vitré, de Rennes et d'ailleurs, les articles demandés, et se trouvèrent trop heureux, à ce prix, de recevoir le produit de leurs terres, en sorte que, dans très peu de temps, les officiers et les soldats de ces deux colonnes furent passablement habillés. »

## Code
Décalogue des Chouans de Haute-Bretagne:

« Ton Dieu, ton Roi, tu serviras jusqu'à la mort fidèlement,
Docile à tes chefs tu seras, afin de vaincre sûrement,
Sobre et discret te montreras, buvant peu, parlant rarement,
De ton chef jamais n'agiras, attendant le commandement.
Violemment rien ne prendras, mais en payant exactement.
Age et sexe respecteras, étant soldat et non brigand.
Les comités corrigeras et les mouchards chrétiennement.
Né Breton, tu ne l'oublieras, afin d'agir loyalement.
Dans le succès, clément seras, dans le malheur ferme et constant.
Chaque jour, ton Dieu tu prieras, que peux-tu sans son bras puissant! »

## Armée catholique et royale de Rennes et de Fougères
- Armée catholique et royale de Rennes et de Fougères
  - Brigadier des Armées du Roi, général lieutenant de l'armée: Aimé Picquet du Boisguy
  - Adjudant-général: Jean-Marie Rubin de La Grimaudière
  - Colonel d'état-major: Jean Isidore de Saint-Gilles, dit Du Guesclin[3]
  - Colonel d'état-major: Bertrand de Saint-Gilles
  - Colonel adjudant-général d'état-major: Amador de Busnel
  - Lieutenant-colonel d'état-major: Saint-Germain de Houlme
  - Lieutenant-colonel d'état-major: Chevalier de Chalus
  - Membre du Conseil: Collin de La Contrie
  - Membre du Conseil: Abbé Frétigné

## Division de Fougères

### Organisation
- Division de Fougères.
Brigadier des Armées du Roi, chef de la division : Aimé Picquet du Boisguy
Colonel, lieutenant de la division : Auguste Hay de Bonteville 
Lieutenant-colonel: Louis Picquet du Boisguy (estropié en 1794) 
Lieutenant-colonel: Guy Picquet du Boisguy († 1795)
Lieutenant-colonel: Julien Saulcet, dit Duval
Lieutenant-colonel: Louis de La Tuolais
  - Colonne ou Canton de Fougères Nord et Parigné, dite Centre.
 Lieutenant-colonel, chef de canton: Michel Larcher–Louvières dit Hoche.
Capitaine, lieutenant de canton: Joseph Boismartel, dit Joli-Cœur
    - Compagnie d’élite de Grenadiers.
 Capitaine: François Louis Angenard-Boismartel dit Francœur
Lieutenant: Julien Decan
Sous-Lieutenant: François Gervi (parfois écrit Hervé)[4]
Sous-lieutenant: Jean Tréhel
    - Compagnie d’élite de Chasseurs.
 Capitaine: Joseph Rault dit Barbe–blanche[5]
Capitaine: Lacroix dit Préaux.
Lieutenant: François Mézéray[6]
    - Compagnie de Parigné ?.
Capitaine: François Poirier dit Sans–Chagrin[7]
    - Compagnie de Laignelet.
 Capitaine: Louis Oger dit Vainqueur ou Capitaine Laliette
    - Compagnie du Châtellier.
 Capitaine: Pierre Boismartel
    - Compagnie de Montours.
Capitaine: Louis Vigron (ou Vigrou), dit Romaine[8].
    - Compagnie de Saint-Ouen-la-Rouërie.
 Capitaine: Jean Le Breton
    - Compagnie du Ferré. 
Capitaine: Louis Salmond dit Le Blond
    - Compagnie de Bazouges-la-Pérouse (?).
 Capitaine: Collin de La Contrie
    - Compagnie de Saint-Étienne-en-Coglès (?). 
Capitaine: François Pilet[9]
    - Compagnie ?.
 Capitaine: Thomas Renou dit Alexandre
    - Compagnie ?. 
Capitaine: Tréhart dit Marche-à-terre († 1800)
    - Compagnie de Mellé (?). 
Capitaine: Pierre Maziau dit Saint-Roch
    - Compagnie de Tremblay (?). 
Capitaine: Macé dit Bonne-Pensée

  - Colonne ou Canton de Fougères Sud et Javené, dite Brutale.
Lieutenant-colonel, chef de canton: Louis du Pontavice, puis
Lieutenant-colonel, chef de canton: Auguste Hay de Bonteville, puis
Lieutenant-colonel, chef de canton: François Louis Angenard-Boismartel dit Francœur
    - Compagnie d’élite de Grenadiers.
 Capitaine: Jean Foubert[10] 
Sous-lieutenant: Bindel
Sous-Lieutenant: Jean Dubois
Sous-lieutenant: Pierre Le Tassier
    - Compagnie d’élite de Chasseurs.
 Capitaine: Vincent Lenoble 
Lieutenant: Guillaume Berthelot[11].
Sous-lieutenant: François Le Bigre 
Sous-lieutenant: Joseph Thual (ou Cual)
    - Compagnie de Louvigné-du-Désert (?).
 Capitaine: Louis René Maupillé[12]
    - Compagnie de La Chapelle-Janson. 
Capitaine: René Angenard dit La Rigueur[13] 
Lieutenant: René Loutre[14]
    - Compagnie de Landéan. 
Capitaine: François Despas dit Gauchet (1767-?)
    - Compagnie de Fleurigné.
 Capitaine: Pierre Montembault dit Capitaine Thérèse[15]
    - Compagnie de Romagné (?). 
Capitaine: Pierre Collin, dit Sans-Rémission[16]
    - Compagnie de Parcé. 
Capitaine: Joseph Bucheron[17]
    - Compagnie de Saint-Jean-sur-Couesnon et Saint-Georges-de-Chesné.
 Capitaine: Pierre Blot (ou Belot), dit Va-de-bon-Cœur[18].
Lieutenant: Pierre Falaise
Sous-lieutenant: Pierre Jourdan

  - Colonne ou Canton de Saint-James dite Normandie.
  Lieutenant-colonel, chef de canton Gervais Marie Eugène Tuffin de La Rouërie († 1796)
Lieutenant-colonel, chef de canton: Dauguet dit Fleur de Rose
    - Compagnie de Saint-James.
 Capitaine: Jean Dauguet dit Cœur de Roi[19]
    - Compagnie de Parigné?.
 Capitaine: N. dit Blanc d’amour
    - Compagnie ?. Capitaine: Lemoyne
    - Compagnie de Landivy. Capitaine: Louis du Pontavice
    - Compagnie ?. Capitaine: Jacques Gauchet
    - Compagnie ?. Capitaine: Angeard
    - Compagnie ?. Capitaine: Riché
    - Compagnie de Montanel.
 Capitaine: Jacques Legros
    - Compagnie de Courtils.
 Capitaine: Jean Chauvin
    - Compagnie ?. Capitaine: Bertin
    - Compagnie de La Croix-Avranchin.
 Capitaine: Jean-François Davy 
Lieutenant: Jean-Pierre Davy

### Combats
- 15 février 1794 : Combat de Mellé
- 17 février 1794 : Combat de Saint-Brice-en-Coglès
- 17 février 1794 : Combat des Houlettes
- 24 février 1794 : Combat de la Touche
- 7 avril 1794 : Combat de Javené
- 7 avril 1794 : Combat de la Selle-en-Luitré
- juillet 1794 : Combat de La Chapelle-Saint-Aubert
- 12 juillet 1794 : Combat du Châtellier
- 28 mai 1795 : Combat de la Chène
- 5-6 juin 1795 : Bataille d'Argentré
- 27 juin 1795 : Combat de La Bazouge-du-Désert
- 28 juin 1795 : Combat de la Chène
- 22 juillet 1795 : Combat de Romagné
- 28 juillet 1795 : Combat du Rocher de La Piochais
- 11 août 1795 : Combat de La Bataillère
- 18 août 1795 : Combat de La Chapelle-Saint-Aubert
- 3 septembre 1795 : Combat de la Bataillère
- 13 septembre 1795 : Combat de La Croix-Avranchin
- septembre 1795 : Combat de Carnet
- 25 septembre 1795 : Combat de Laignelet
- septembre 1795 : Combat de Blanche-Lande
- 4 octobre 1795 : Combat de Fleurigné
- 9 novembre 1795 : Combat de Tremblay
- 9 novembre 1795 : Combat de Fougères
- 27 novembre 1795 : Combat de la Vieuxville
- 2 décembre 1795 : Combat de Bois-Rouland
- 3 décembre 1795 : Bataille de Boucéel
- 4 décembre 1795 : Combat de Saint-James
- 21 décembre 1795 : Bataille du Rocher de La Piochais
- 30 décembre 1795 : Bataille de La Croix-Avranchin
- 11 janvier 1796 : Bataille de Romagné
- 20 février 1796 : Combat de Romazy
- février 1796 : Combat de la Pèlerine
- avril 1796 : Combat de la Pèlerine
- 19 avril 1796 : Bataille de Saint-Hilaire-des-Landes
- 19 mai 1796 : Bataille de Valennes
- mai 1796 : Bataille de Maison-neuve
- juin 1796 : Combat de Saint-Aubin-du-Cormier
- 21 janvier 1800 : Bataille de Saint-James
- 6 février 1800 : Bataille des Tombettes

## Division de Vitré

### Organisation
- Division de Vitré.
 Colonel, chef de division  : Alexis Louis Gordien du Bouays de Couësbouc.
Lieutenant-colonel, lieutenant de la division : Jean-Baptiste Coster de Saint-Victor[Note 1]
Chef de bataillon, adjudant-major de la division : Pierre Rossignol, dit Brunswick 
Chef de bataillon, adjudant-major de la division : Joseph Mercier dit Coltort
Chef de bataillon, adjudant-major de la division : Gueffier
Chef de bataillon, état-major de la division : Chevalier Payen.
  - Colonne ou Canton d’Argentré.
Lieutenant-colonel, chef de canton: Toussaint du Breil de Pontbriand.
Chef de bataillon, lieutenant de canton: Louis Hubert 
Capitaine-adjudant-major: Michel Busson.
    - Compagnie de Saint-M'Hervé. 
Capitaine: Pierre Carré dit Piquet 
Lieutenant: Noël Coeffé 
Lieutenant: Pierre Hodeyer 
Lieutenant: Mathurin Combois
    - Compagnie d'Argentré-du-Plessis. 
Capitaine: Jacques Blondiau dit Laval
Sous-Lieutenant: Julien Helbert, dit La Soie
Lieutenant: Louis Meneust 
Lieutenant François Helbert
    - Compagnie d'Erbrée. 
Capitaine: Malhère
    - Compagnie de La Chapelle-Erbrée.
 Capitaine: Julien Genoueil dit Farreau[20] 
Lieutenant: Paul Travers
Sous-Lieutenant: Pierre Jolivet
    - Compagnie d'Étrelles. 
Capitaine: Pierre (ou Louis) Judget dit L’Intrépide[21] 
Lieutenant: Louis (ou René) Rétif, dit La Douceur
Lieutenant: François Berhaut
    - Compagnie du Pertre.
 Capitaine: Jean Plâtier (ou Plâtrier) dit Briseville [22] 
Lieutenant: René Quinerie 
Sous-Lieutenant: Joseph Bruno, dit La Chasse
    - Compagnie de Vitré. 
Capitaine: Pierre–François Lépinay, dit Mayence 
Lieutenant: Jean-Baptiste Lépinay, dit Luxembourg 
Lieutenant: Pierre-René Coeffé  
Lieutenant: Soustaine

  - Colonne ou Canton du Bas Maine.
Lieutenant-colonel: Chevalier de Châteauneuf († 1796) puis Toussaint du Breil de Pontbriand
    - Compagnie de Bourgon. 
Capitaine: Julien Pinçon dit Malborough 
    - Compagnie de la Croixille.
 Capitaine: N. dit La France
    - Compagnie de Bourgneuf-la-Forêt. 
Capitaine: Julien Delière († 1796)
    - Compagnie de Saint-Ouën-des-Toits. 
Capitaine: Michel Morière

  - Colonne ou Canton d’Izé.
Lieutenant-colonel, chef de la division : Henri du Boishamon.
Chef de bataillon, lieutenant de canton: Joseph du Boishamon[23].
    - Compagnie de Princé et Montautour. 
Capitaine: Picot l’âiné
Caoitaine: Julien Picot
    - Compagnie de Balazé. 
Capitaine: Louis Guillet dit Sans–Malice[24] 
Lieutenant: Louis Moquet, dit Sans-Rémission 
Lieutenant: Jean Mottier
    - Compagnie de Champeaux et Taillis. 
Capitaine: Louis Dufeu, dit Cœur de Roi[25] 
Lieutenant: Pierre Gandon  
Lieutenant:André Gilbert
    - Compagnie de Izé. 
Capitaine: Legendre 
Lieutenant: Pierre Masson 
Lieutenant: Pierre Gendrot 
Lieutenant: Étienne Bouvy
    - Compagnie de Montreuil-sous-Pérouse et Saint-Christophe-des-Bois.
 Capitaine: Michel Chauvin[26]
Lieutenant: Jean-Baptiste Aubrée 
Lieutenant: François Fouillet
    - Compagnie de Saint-Jean-sur-Vilaine. 
Capitaine: François Huet, dit La Fleur 
Capitaine: Charles Lelièvre

  - Colonne ou Canton de Saint–Didier et Pocé
Lieutenant-colonel, chef de canton: Louis de Chabert[27] 
Chef de bataillon, lieutenant de canton: de Chabert cadet
    - Compagnie de Pocé. 
Capitaine: Jean Allaire, dit La Russie 
Lieutenant: Pierre Enault  
Lieutenant: Jean Chatelais
    - Compagnie de Torcé. 
Capitaine: René Martin  
Lieutenant: Louis Cordé
    - Compagnie de Saint-Didier. 
Capitaine: René Aubrée 
Lieutenant: François Bru  
Lieutenant: Olivier d'Artois
    - Compagnie de Cornillé.
 Capitaine: François N.
Capitaine: Gilles Méret, dit Point du Jour
Lieutenant: Nicolas Gicquel, dit Briseville 
Lieutenant: Georges Freuraux 
Lieutenant: Pierre Olivier  
Lieutenant:François Cosson

### Combats
- 5-6 juin 1795: Bataille d'Argentré
- 28 juin 1795: Combat du Pont de Cantache
- 30 juin 1795: Combat de La Gravelle
- juillet-août 1795: Combat de Saint-Jean-sur-Vilaine
- 4 octobre 1795: Combat de Pocé
- 9 novembre 1795: Combat de Fougères
- novembre 1795: Combat la Gravelle
- novembre 1795: Combat de Dourdain
- novembre 1795: Combat de Saint M'Hervé
- janvier 1796: Combat de la lande d'Izé
- février 1796: Combat de Saint M'Hervé
- février 1796: Combat de Bréal
- février 1796: Combat de Bais
- 15 février 1796: Combat de Cornillé
- avril 1796: Bataille de Juvigné
- 21 mai 1796: Combat de Toucheneau

## Division de La Guerche
- Division de La Guerche-de-Bretagne.
Colonel, chef de la division : Louis de La Haye-Saint-Hilaire, dit le Ulhan
  - Colonne ou Canton de La Guerche-de-Bretagne.
Lieutenant-colonel, chef de canton: Julien Lumeau
    - Compagnie de Gennes-sur-Seiche.
 Capitaine: Julien Chéruau, puis
Capitaine: Pierre Gendron, dit Boishardy
Lieutenant: René Gérard
Lieutenant: Pierre Maudet
Lieutenant: Julien-Marin Moreau
    - Compagnie d'Availles-sur-Seiche.
 Capitaine: Pierre Boismené
Lieutenant: René Rousseau
Lieutenant: François Moreau
Lieutenant: Pierre Jean René Marsollier
    - Compagnie de Rannée.
 Capitaine: Julien Joly
Lieutenant: Julien Bellier
Sous-Lieutenant: Thomas-Julien Bellier
    - Compagnie de Chelun.
 Capitaine: Julien-Michel Secrétin
Lieutenant: François-Marie Joly
Lieutenant: François Trop-Chéri
    - Compagnie de Drouges.
 Capitaine: Jean Allard, dit L'Intrépide, puis
Capitaine: François-Pierre Poirier
Lieutenant: Jean Manoès
Lieutenant: Jacques Racelin
    - Compagnie de Domalain. 
Capitaine: René–François Griel dit Brion
Lieutenant: Jean Lumeau, dit L'Anglais
Lieutenant: Pierre Renoult
Lieutenant: Jacques Lancelot
    - Compagnie de Saint-Germain-du-Pinel. 
Capitaine: Julien Theude
Lieutenant: Michel Amelet, dit Bras de Fer
    - Compagnie de Bais.
 Capitaine: Joseph Pichot
Lieutenant: Pierre-Jacques Doré
    - Compagnie d'Eancé.
 Capitaine: Jean-Baptiste Horcholle

## Division de Mordelles
- Division de Mordelles :
Colonel, chef de la division : Jean-Joseph Ruault de La Tribonnière († 1796)
Colonel, chef de la division : Armand de la Massüe de La Sillandais († 1796)
Colonel, chef de la division : Louis Roger († 1799)
Lieutenant-colonel, lieutenant de la division : Alexandre de Séguin
Chef de bataillon, major de la division               : Guillaume René François Charles de Farcy de Malnoë
  - Colonne ou Canton de Maure-de-Bretagne :
Lieutenant-colonel, chef de canton: De Kernezne († 1795)
 Lieutenant-colonel, chef de canton: Viard de Mouillemuse (†)
Lieutenant-colonel, chef de canton : François de Courcy de Montmorin, puis
Lieutenant-colonel, chef de canton : Charles-Alexandre Apuril
  - Colonne ou Canton de Mordelles:
 Lieutenant-colonel, chef de canton: Clermont, dit Rossignol († 1795)
Lieutenant-colonel, chef de canton: Le Gris de Neuville (†)
Lieutenant-colonel, chef de canton: Chevalier de La Crochais(† 1796)

## Division de Bain
- Division de Bain-de-Bretagne.
Colonel, chef de la division : Charles Olivier Marie Sévère de La Bourdonnaye-Montluc
Lieutenant-colonel, lieutenant de la division : Joseph Rubin de La Grimaudière
Lieutenant-colonel, chef de canton: Auguste Rubin de La Grimaudière
Lieutenant-colonel, chef de canton: Charles de La Bourdonnaye-Montluc
Chef de bataillon, chef de canton: Joseph Fournier
Chef de bataillon, major: Philippe de Roger

## Division de Saint-Gilles
- Division de Saint-Gilles.
Colonel, chef de la division : Guy Aubert de Trégomain
Lieutenant-colonel, lieutenant de la division : Amand (ou Charles) de Cintré
Chef de bataillon, major de la division : Hippolyte de Marillac

Lieutenant-colonel, chef de canton: D'Anglars
Lieutenant-colonel, chef de canton: Louis Le Gentil de Rosmorduc
Lieutenant-colonel, chef de canton: Émile de La Noue (†)

## Division de Bécherel
- Division de Saint-Gilles.
Colonel, chef de la division : René-Benjamin du Bouays de Couësbouc
Lieutenant-colonel, lieutenant de la division : Paul de Robien

Lieutenant-colonel, chef de canton: Hyacinthe de Pontual 
Lieutenant-colonel, chef de canton: Louis-Augustin Elliot
Lieutenant-colonel, chef de canton: De Marillac cadet
Lieutenant-colonel, chef de canton: Jean-Julien Gabillard
Lieutenant-colonel, chef de canton: Jean-Baptiste Le Bouteiller (†)
Lieutenant-colonel, chef de canton: Pierre Forestier (†)

## Division de Médréac et Saint-Méen-le-Grand
- Division de Médréac et Saint-Méen-le-Grand:
Colonel, chef de la division : Félix de Botherel
Lieutenant-colonel, lieutenant de la division : Pierre Joseph de Cibon
Chef de bataillon, major de la division : Trémie de Canisan

Lieutenant-colonel, chef de canton: Pierre Maudet
Lieutenant-colonel, chef de canton: Jacques François de Mellon comte de Mellon
Lieutenant-colonel, chef de canton: François Bédée du Moulin-Tizon

## Division de Dol et Saint-Malo
- Division de Dol-de-Bretagne et Saint-Malo:
Colonel, chef de la division : Henri Baude de La Vieuville († 1796)
Colonel, chef de la division : Mathurin Jean Dufour
Lieutenant-colonel, lieutenant de la division : Pierre-Jean-Baptiste Le Monnier
Chef de bataillon, major de la division : François Samson

Lieutenant-colonel, chef de canton: Poulin du Chesnoi
Lieutenant-colonel, chef de canton: Julien Fournier
Lieutenant-colonel, chef de canton: Jean-Baptiste Le Breton

## Division de Dinan
- Division de Dinan:
Colonel, chef de la division  : Malo Colas de La Baronnais († 1795)
Colonel, chef de la division : Victor Colas de La Baronnais
Lieutenant-colonel, lieutenant de la division : Servan-Gabriel de Gouyon
Lieutenant-colonel, major: Louis-Pierre Colas de La Baronnais (†)
Lieutenant-colonel, major: Le Masson
Lieutenant-colonel, major: De Gouyon de Saint-Loyal
Lieutenant-colonel, chef de canton: Thomas de La Reignerais
Lieutenant-colonel, chef de canton: Louis Daniel
Lieutenant-colonel, chef de canton:Le Bouëtoux de Bergerac
Lieutenant-colonel, chef de canton: Stévenot, dit Richard